# Соболь NEXT
«ГАЗ Соболь NN» — сімейство російських малотоннажних вантажних автомобілів, серійний випуск яких розпочався на Горьківському автомобільному заводі в 2022 року.

## Історія

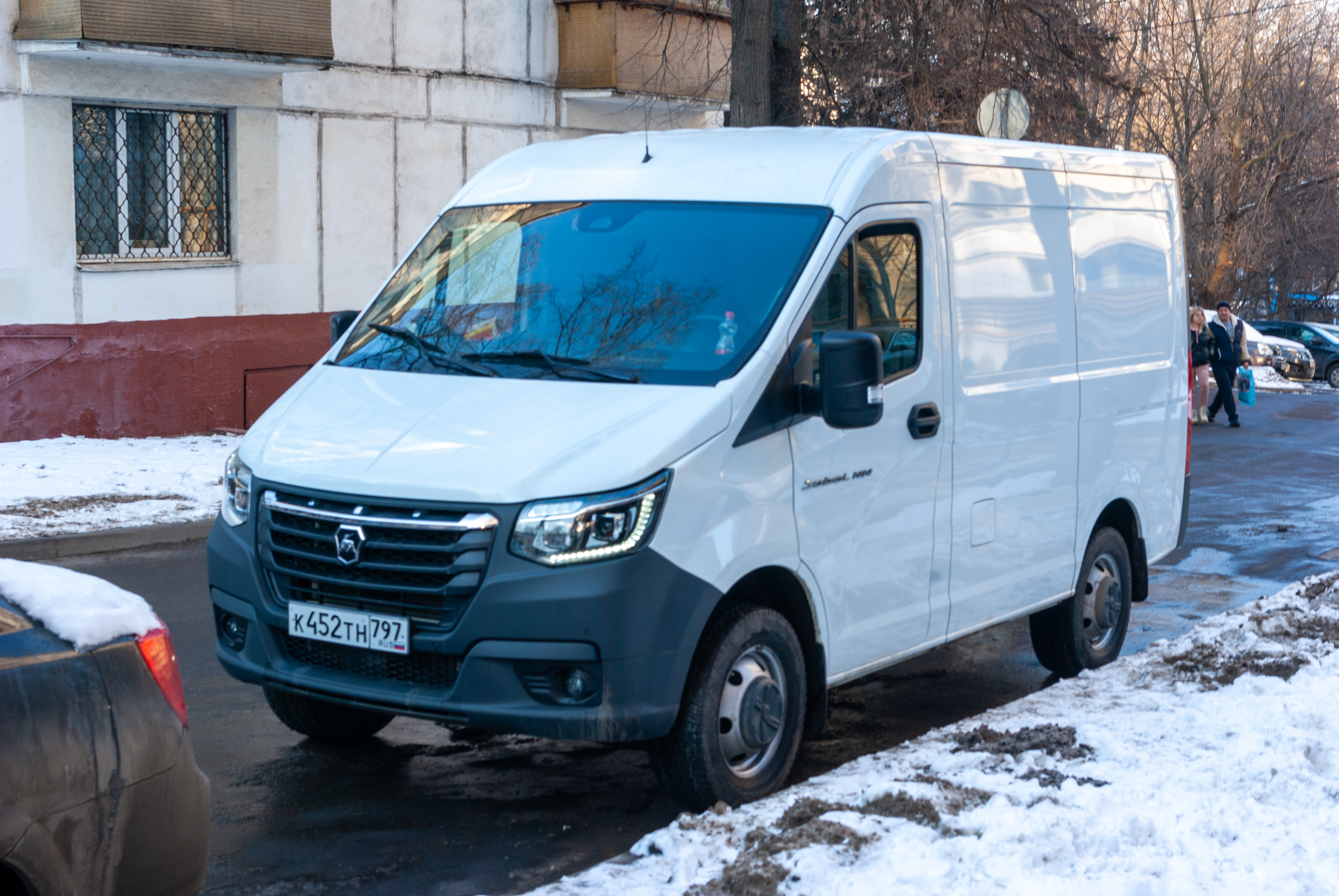
GAZ Sovol NN

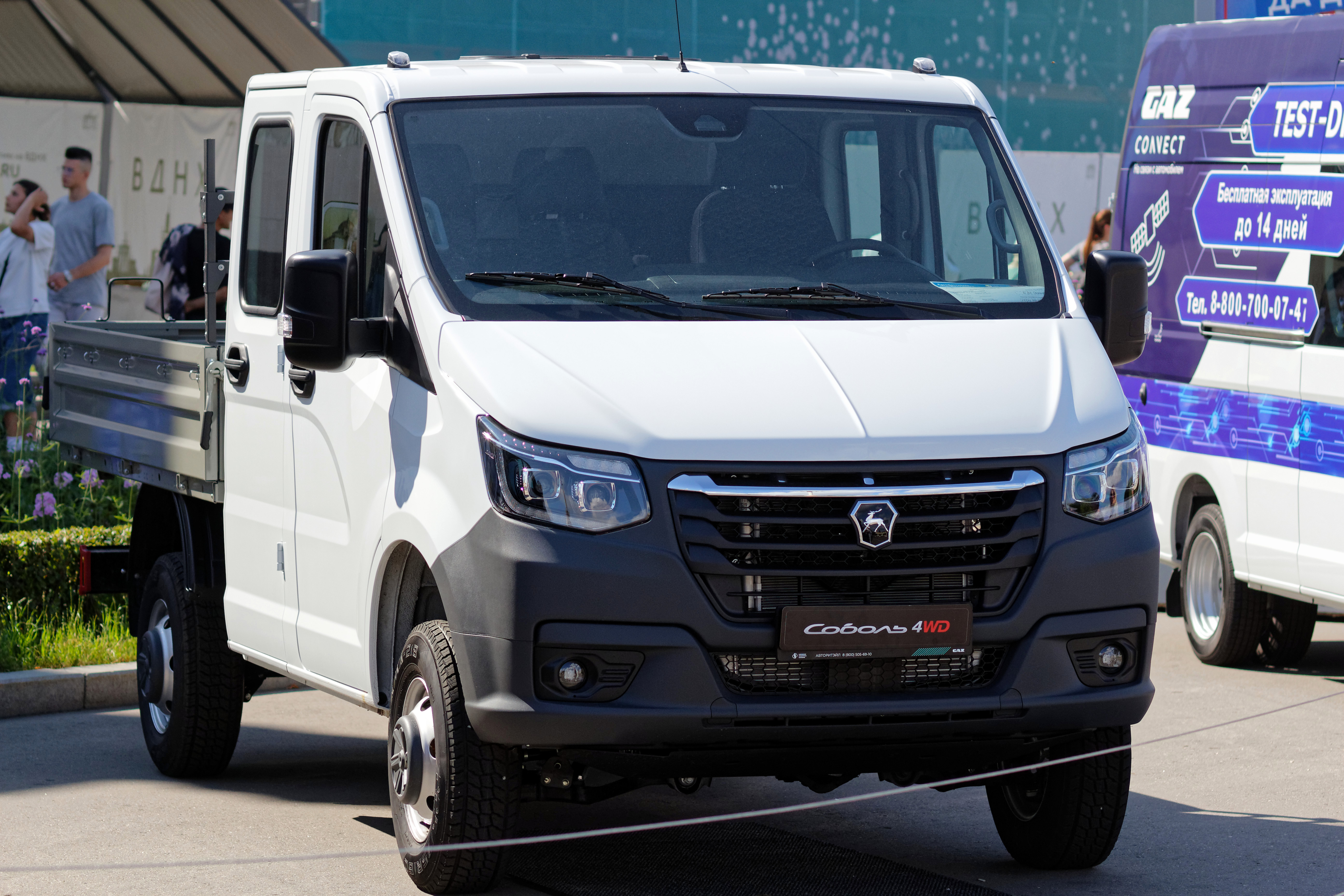
GAZ Sobol NN 4x4

Концепт-кар автомобіля Соболь NEXT був представлений в 2013. Автомобіль вироблений на базі агрегатів сімейства «ГАЗель NEXT».

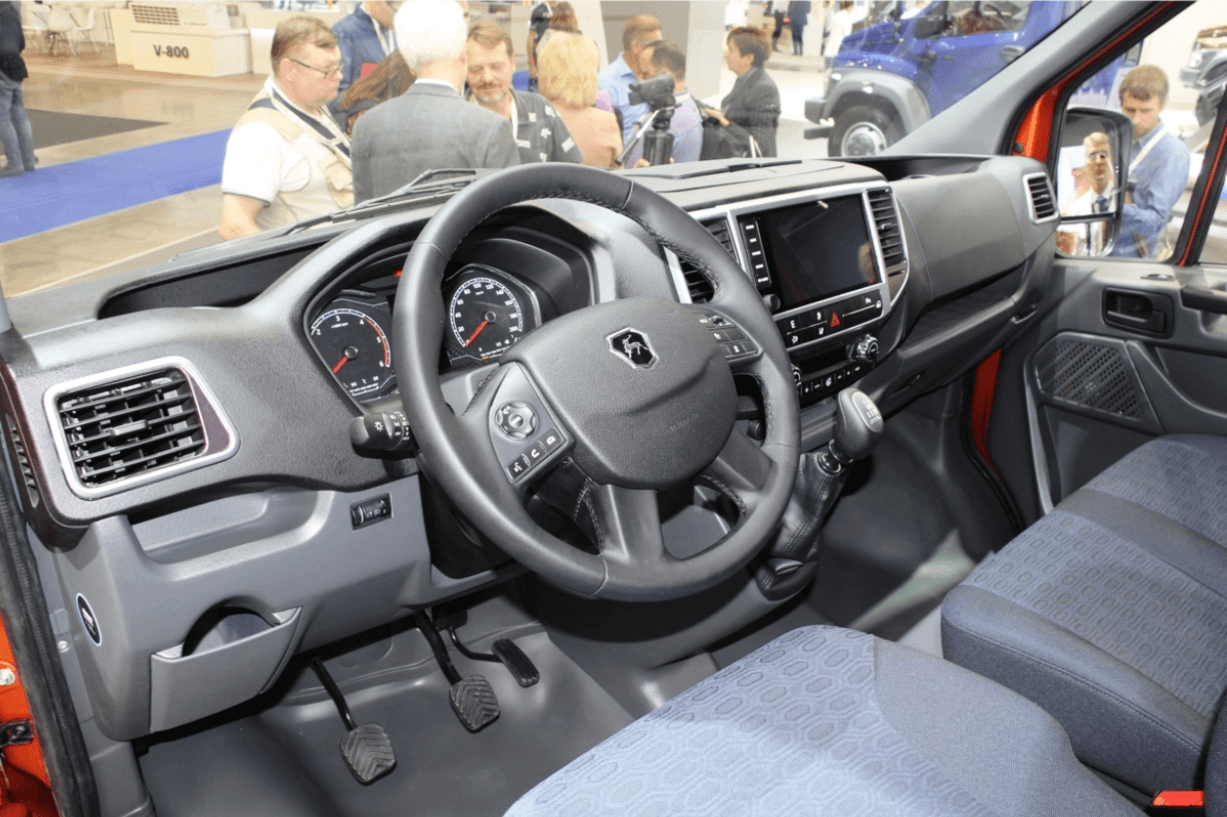

Перший передсерійний екземпляр було представлено у 2020 році. В 2021 на виставці Комтранс був представлений автомобіль Соболь NN (New Next). Автомобіль оснащений механічною, шестиступінчастою трансмісією, в порівнянні з попередніми моделями та автомобілями сімейства «ГАЗель». Також є кнопка Start/Stop, мультимедійна система з 9-дюймовим сенсорним екраном і підресорене місце водія. Ззаду встановлено односхилий міст Spicer. Передня підвіска двоважільна.
Серійно автомобіль виробляється з кінця 2022. Модифікації автомобіля — суцільнометалевий фургон та вантажопасажирський варіант.

## Двигун
- 2.8 л Cummins ISF2 І4 139 к.с. при 3400 об/хв, крутним моментом 330 Нм при 1800—2600 об/хв